# ألدن تومسون
ألدن تومسون (بالإنجليزية: Alden Thompson)‏ هو عالم عقيدة ومؤلف أمريكي، ولد في 9 سبتمبر 1943.